# Джузеппе Тальялатела
Джузеппе Тальялатела (італ. Giuseppe Taglialatela, нар. 2 січня 1969, Іскія) — італійський футболіст, що грав на позиції воротаря, зокрема за «Наполі» та «Фіорентина».

## Ігрова кар'єра
Народився 2 січня 1969 року в місті Іскія. Вихованець юнацьких команд футбольних клубів «Іскія Ізолаверде» та «Наполі».
1986 року був включений до заявки основної команди неаполітанського клубу, проте лише як один з дублерів Клаудіо Гарелли, тож не взяв участі у жодній грі в рамках ані тогорічної першості Італії, ані тогорічного розіграшу Кубка, які завершилися перемогами «Наполі».
У дорослому футболі дебютував лише в сезоні 1988/89, виступаючи на правах оренди за «Палермо», наступний сезон провів на аналогічних умовах у складі «Авелліно».
Влітку 1990 року повернувся до «Наполі», проте знову не зумів стати основним воротарем, програвши конкуренцію Джованні Галлі і за сезон провівши лише три гри у першості країни. Тому протягом 1991–1993 років знову віддавався в оренди, погравши за цей час за «Палермо», «Тернану» та «Барі».
Повернувшись з оренди в останньому клубі 1993 року, нарешті став основним гравцем «Наполі» і протягом наступних шесті сезонів захищав ворота його команди у 174 іграх італійського чемпіонату.
Згодом 1999 року приєднався до «Фіорентини», де став дублером Франческо Тольдо, а пізніше також як резервний голкіпер перебував у «Сієні», «Беневенто» та «Авелліно». Після завершення контракту з останнім у 2006 році завершив ігрову кар'єру.

## Кар'єра тренера
Протягом 2012–2014 років займався підготовкою воротарів у системі нижчолігового клубу «Іскія Ізолаверде».

## Титули і досягнення
- Чемпіон Італії (1):

«Наполі»: 1986-1987
- Володар Кубка Італії (2):

«Наполі»: 1986-1987
«Фіорентина»: 2000-2001
- Володар Суперкубка Італії з футболу (1):

«Наполі»: 1990